# 遷善館
遷善館（せんぜんかん）は、1803年（享和3年）に設けられた久喜郷（現：埼玉県久喜市）の郷学である。

## 概要
遷善館は1803年（享和3年）に代官の早川八郎左衛門正紀により創始された郷学である。造営費は村民の井上清兵衛が負担し、幕府も敷地を与えたり、年貢と夫役を免除したりするなどの援助を行った。藩学と寺子屋の中間に位置する郷学という学問所であるため、武士のみでなく主に村民のための教育機関であった。一般庶民を対象とする教諭日と町村の役人層の子弟を対象とする経書の講釈日があった。1820年（文政3年）吉岡治郎右衛門の支配中に廃止された（廃止には諸説ある）。
所在地としては久喜本町とされているが、1878年（明治11年）の久喜の大火により資料が所在不明となっているため、詳細は不明である。
なお、埼玉県域においては遷善館の他、1811年（文化8年）に創始された岩槻藩の戩穀堂（せんこくどう）が郷学として挙げられる。

## 略歴
- 1801年（享和元年） - 創始者である早川八郎左衛門が武蔵国埼玉郡久喜郷に転任してくる。
- 1803年（享和3年） - 3月、郷学「遷善館」が久喜に設けられる。
- 1808年（文化5年） - 「新建久喜遷善館記」の石碑が亀田鵬斎により記される。
- 1826年（文政9年） - 2月、遷善館の教育活動に関する最後の文献が記される。（閉鎖年不明）
- 1878年（明治11年） - 久喜の大火により「新建久喜遷善館記」の石碑が失われる。
- 1996年（平成8年） - 11月、「新建久喜遷善館記」の石碑が復刻される。

## 主な教授
- 亀田鵬斎[1]
- 亀田綾瀬[1]
- 大田錦城[1]
- 久保筑水[1]